# Коморы на летних Олимпийских играх 1996
Коморы принимали участие в Летних Олимпийских играх 1996 года в Атланте (США) в первый раз за свою историю, но не завоевали ни одной медали. Сборную страны представляли четыре спортсмена, в том числе одна женщина, которые выступали в лёгкой атлетике в беге на короткие дистанции.

## Результаты

### Лёгкая атлетика
Мужчины
| Спортсмен      | Дисциплина | Первый раунд | Первый раунд | Четвертьфинал       | Четвертьфинал       | Полуфинал           | Полуфинал           | Финал               | Финал               |
| Спортсмен      | Дисциплина | Время        | Место        | Время               | Место               | Время               | Место               | Время               | Место               |
| -------------- | ---------- | ------------ | ------------ | ------------------- | ------------------- | ------------------- | ------------------- | ------------------- | ------------------- |
| Мохамед Бакар  | 100 м      | 11.02        | 95           | Завершил вступления | Завершил вступления | Завершил вступления | Завершил вступления | Завершил вступления | Завершил вступления |
| Хадхари Джафар | 200 м      | 22.68        | 76           | Завершил вступления | Завершил вступления | Завершил вступления | Завершил вступления | Завершил вступления | Завершил вступления |
| Хассан Абду    | 400 м      | 50.17        | 57           | Завершил вступления | Завершил вступления | Завершил вступления | Завершил вступления | Завершил вступления | Завершил вступления |

Женщины
| Спортсменка     | Дисциплина | Первый раунд | Первый раунд | Четвертьфинал         | Четвертьфинал         | Полуфинал             | Полуфинал             | Финал                 | Финал                 |
| Спортсменка     | Дисциплина | Время        | Место        | Время                 | Место                 | Время                 | Место                 | Время                 | Место                 |
| --------------- | ---------- | ------------ | ------------ | --------------------- | --------------------- | --------------------- | --------------------- | --------------------- | --------------------- |
| Ахамада Хаулата | 400 м      | 1:03.44      | 48           | Завершила выступления | Завершила выступления | Завершила выступления | Завершила выступления | Завершила выступления | Завершила выступления |